# Central solar Extresol
La central solar Extresol es una central termosolar comercial de 150 megavatios(MW), situada en Torre de Miguel Sesmero en la provincia de Badajoz, Extremadura, España.
La central consta de tres sistemas diferentes, Extresol 1, Extresol 2 y Extresol 3, de 50 MW cada uno, debido a la limitación de potencia de 50 MW por planta establecidos por la legislación española. Extresol utiliza colectores cilindro parabólicos y cuenta con un sistema de almacenamiento de energía térmica, que absorbe parte del calor producido en el campo solar durante el día y lo almacena en sales fundidas. Extresol 1 costó unos 300 millones de euros y se inauguró el 25 de febrero de 2009. El nombre de la central, Extresol, se basa en el nombre de la comunidad autónoma, Extremadura, y en la palabra española "Sol".